# Super Z
Pour plus de détails, voir Fiche technique et Distribution.
Super Z est une comédie horrifique française, écrite et réalisée par Julien de Volte et Arnaud Tabarly et produite par La Ruche Productions, sortie en 2021.

## Synopsis
Une famille de zombies génétiquement modifiés s'échappe du laboratoire clandestin qui les a créés. Enfin libres, et malgré les mercenaires lancés sur leurs traces, ils partent à la conquête de notre monde.

## Fiche technique
- Titre : Super Z
- Réalisation : Julien de Volte et Arnaud Tabarly
- Scénario : Julien de Volte et Arnaud Tabarly
- Montage : Paul Ferré
- Photographie : Vincent Vieillard-Baron
- Décors : Marie-Cerise Bruel, Benjamin Lamps
- Production : Laura Townsend
- Société de production : La Ruche Productions
- Pays de production :  France
- Langue originale : français
- Format : couleur — 2,39:1
- Genre : comédie horrifique
- Durée : 80 minutes
- Dates de sortie :
  - Canada : 16 octobre 2021 (Toronto After Dark Film Festival, en ligne)[1]
  - France : 21 mai 2022 (festival Bloody week-end)[2]; 26 octobre 2022 (sortie national)
- Classification :
  - France : Interdit aux moins de 16 ans lors de sa sortie en salles

## Distribution
Sources et légende : Sur IMDb
- Julien Courbey : Stéphana
- Johan Libéreau : Gertre
- Fabien Ara : Yvon
- Audrey Giacomini : Marcelline
- Florence Bebic-Veruni : Georgette
- Marion Mezadorian : Augustine
- Jacques Boudet : le PDG
- Jo Prestia : le cousin
- Jean-François Gallotte : le savant fou
- Laurent Bouhnik : le mercenaire
- Ludovic Schoendoerffer : le fermier
- Dominique Bettenfeld : le second savant fou
- Davy Mourier : le villageois
- HPG : le hippie
- Clémentine Pons : la villageoise contaminée